# Университет Париж Декарт
Университет Париж V (или Университет Париж Декарт) — французский государственный медицинский университет, единственный в Иль-де-Франс имеющий одновременно факультеты медицины, фармацевтики и стоматологии. В 2010 году университет занял 151—200 место в академическом рейтинге университетов мира.

## История
Факультет медицины Парижского университета основан в 1253 году вслед за факультетами теологии, литературы и искусства, права. Вплоть до XVIII века факультет копирует методы образования с факультета теологии, на протяжении многих веков не признает различные открытия в области медицины, постоянно ведет борьбу с докторами, хирургами и прочими «шарлатанами», не имеющими достаточного книжного образования. Только после Великой французской революции факультет модернизируется. Современная история университета начинается в 1769 году, когда по заказу Людовика XV была построена школа хирургии. В XIX веке школа присоединяется к факультету медицины Университета Парижа. В 1970 году, после майских событий 1968 года Университет Парижа расформировывается и создаются 13 независимых университетов. На базе факультета медицины создается Университет Париж V, к которому присоединяются факультет зубной хирургии и Институт физической культуры и спорта. В 1976 году к университету Париж V присоединяется факультет права, расположенный в Малакофе.

## Народное достояние и музеи

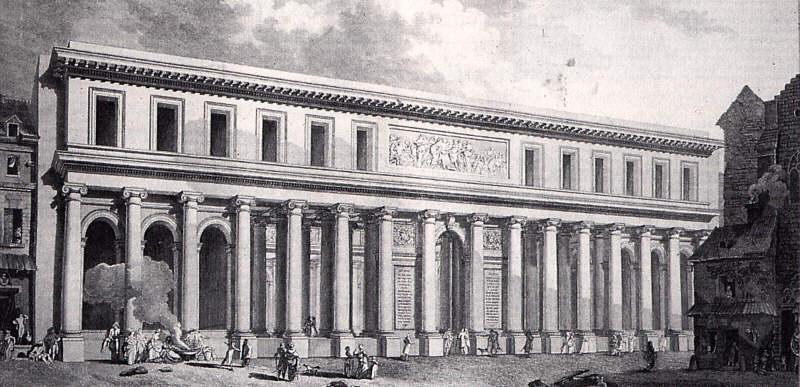
Школа хирургии, вид с улицы.

Здания университета и его факультетов являются народным достоянием. Также к университету относится Парижский музей истории медицины.
- Институт физической культуры и спорта расположен в здании с богатой историей, которая начинается в середине XVIII века. В здании располагался медицинско-оздоровительный центр La cure de Saint-Sulplice (до 1791 года), косметическая фабрика (1791—1829), коллеж[6] (1829—1914), за это время отстроено пять новых зданий и часовня архитектором Лемарье, после пожара отстроены заново архитектором Жолли), госпиталем в период Первой мировой войны. В 1923 году здание переходит во владение Парижского университета.[7]

- Университетский центр Сен-Пре состоит из трёх зданий. Здание Сен-Пре построено архитектором Жаном Пруве на месте часовни и Госпиталя милосердия Сен-Пре (1620), из-за второй мировой войны стройка затягивается на 17 лет. Этому зданию присуща уникальная архитектура 1950-х годов, которая больше не встречается в Париже. Также в своё время оно было самым современным и удобным зданием Парижского университета. Здание Жакоб, построено в 1970 году. История Собора святого Владимира начинается в 1620 году, когда по заказу Марии Медичи построена часовня для Госпиталя милосердия, в 1731 году часовня перестроена французским архитектором Робером Де Коттом. В XVIII веке в часовне располагается часть Госпиталя милосердия и только 1943 году она снова становится храмом, в этот раз Собором святого Владимира в честь киевского князя Владимира Святославича (Владимир Красное Солнышко)[8].

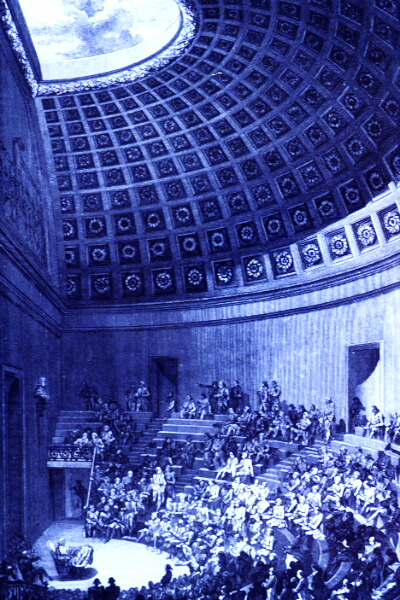
Школа хирургии, амфитеатр.

- Факультет фармацевтики История этого здания начинается в 1257 году, год основания картезианского монастыря. В 1578 году известный французский аптекарь Николя Уэль основывает фонд «Дом христианского милосердия» в который входит здание монастыря. После его смерти здание и фонд переходят сообществу аптекарей, которые его перестраивают. В 1777 году основан Коллеж фармацевтики, а в XIX веке основана первая школа фармацевтики. Деревянный камин актового зала (1664 год), портрет Николя Уэля и картина «Встреча Менелая и Елены с государями Египта» являются национальным достоянием Франции[9].

- Факультет Права Здание построено в 1927 году для Высшей школы электрики, в 1976 переходит во владение Университета Париж Декарт. Здание является национальным достоянием Франции[10]

- Факультет медицины располагается в нескольких зданиях, каждый имеет свою собственную историю. Францисканский монастырь Парижа основан в XIII веке и назван в честь Людовика IX Святого. Во время великой французской революции там находился Клуб кордильеров, там же позже был захоронен Марат один из предводителей революции[11]. Госпиталь Кошен основан в XVIII веке, в 1893 году Луи Пастер открывает там первую современную операционную в Париже.[12]

- Административный центр университета расположен в здании бывшей школы хирургии в парижском квартале Одеон. Здание построено французским архитектором Жаком Гондуэном в греческом стиле в 1774 году[13].

## Структура
В университет входит 8 факультетов, Институт психологии, около 100 различных лабораторий (66 относятся к CNRS) и 6 докторских школ.

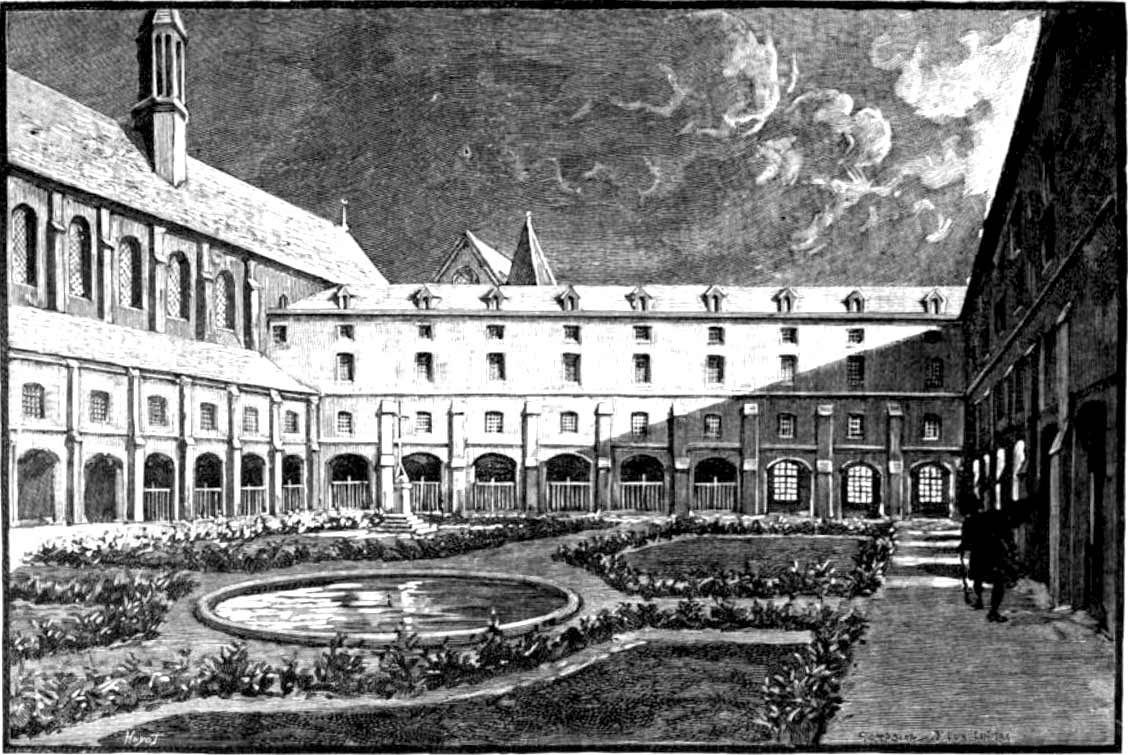
Францисканский монастырь Парижа (1793)

### Факультеты
- Факультет гуманитарных наук
- Факультет права
- Факультет медицины
- Медико-биологический факультет Сен-Пре
- Факультет зубной хирургии
- Факультет фармацевтики и биологии
- Факультет математики и информатики
- Факультет физкультуры и спорта

## Знаменитые выпускники
- Франсуа Фийон — премьер-министр Франции 2007—2012

## Знаменитые профессора и бывшие профессора
- Жорж Баландье — французский социолог и антрополог
- Мишель Маффесоли — французский социолог